# NHKの関連団体
NHKの関連団体（エヌエイチケイのかんれんだんたい）では、日本放送協会（NHK）の子会社・公益法人・関連会社について記載する。

## 歴史
ここではNHKに営利事業への出資を認めた1982年の放送法改正の前と後、そして現在と、関連団体の歴史について取り上げる。

### 法改正前
最初に設立された関連団体は1931年設立の日本放送出版協会（現・NHK出版）である。その後、1961年にはNHKの美術部門から独立したNHK美術センター（現・NHKアート）、1977年にはNHKプロモートサービス（現・NHKプロモーション）が設立された。
NHKに営利事業への出資を認めた1982年の放送法改正までに存在していた関連団体は以下の通りである。
- 財団法人NHK交響楽団
- 社会福祉法人NHK厚生文化事業団
- 学校法人日本放送協会学園（現NHK学園）
- 日本放送協会健康保険組合
- 財団法人日本放送協会共済会
- 財団法人NHKサービスセンター
- 財団法人NHKインターナショナル
- 株式会社日本放送出版協会（現・NHK出版）
- 株式会社NHK美術センター（現・NHKアート）
- 全日本テレビサービス株式会社（現・NHKアイテック）
- 株式会社NHKプロモートサービス（現・NHKプロモーション）
- 株式会社NHK文化センター

日本放送出版協会の筆頭株主はNHKサービスセンターであった。

### 法改正後
NHKは教育テレビの開設など業務の拡大を続けていった結果、赤字体質に陥り、受信料の値上げを何度も行っても赤字体質が解消されなかったため、放送法を改正してNHKの営利事業への出資を認めて、番組の版権収入や、民放でおこなわれている番組制作の外部発注で、独立採算と赤字体質の解消をはかる機運が高まった。
1982年に放送法が改正されてNHKは営利事業への出資が認められるようになり、1985年には制作子会社としてNHKエンタープライズが設立された。
1989年、NHK会長に就任した島桂次は世界的なメディア体制を形成する必要があると考え、NHKエンタープライズを核にしたグループ体制を進めていった。
営利事業への出資が認められるようになったことで、番組制作には版権を予め民間企業や外国の放送局に売るプリセールという手法が用いられるようになり、NHKは制作費を抑えることが可能となった。

### 現在
ブロードバンド時代となり、NHKがインターネット事業に進出するのは許されるのかどうか郵政省（現・総務省）の放送政策研究会での議論が2000年から開始された。民間マスメディアはNHKのインターネット事業への進出には反対だった。2003年には最終報告がまとまり、NHKの自主的な努力を尊重することとした。最近ではNHKエンタープライズがインターネットコンテンツの制作に進出するようになった。
2004年のチーフプロデューサーの制作費詐取に端を発した一連のNHKの不祥事では関連団体も槍玉に挙げられるようになった。
2008年3月6日には外国人向けテレビ国際放送を行う子会社として日本国際放送を同年4月1日に設立することが発表された。

## 関連団体の問題点
2008年の大河ドラマ『篤姫』ではNHKエンタープライズが題名を商標登録したが、歴史上の人物の名前を商標登録しライセンス収入を得ることに対して批判の声が上がった。
2008年3月11日、NHK経営委員会は再編、独立などを含めた子会社の抜本的な見直しをNHK執行部に求めた。

### 関連団体の再編に関して
2021–2023年度のNHK経営計画において、NHK本体と関連団体の一体化を図るとしている。現在NHKには番組制作会社、書籍・テキスト販売・発行会社をはじめとする株式会社組織の子会社11社、関連会社4社、並びに公益法人（一般財団法人他）9団体があるが、これをスリム化し、全体の規模を縮小。子会社・関連会社については新たにNHKが設立する予定の中間持株会社にぶら下げるなどして、過去に65社・団体あった関連会社・公益法人を最終的には22社・団体に削減させるとしている。
また中間持株会社の設立を待たずに2020年比で、業務委託料の10％、子会社役員の30人をそれぞれ削減するなどのガバナンス強化策を進めるとしている。
その後、2022年11月に制作子会社3社など5社を傘下に入れる「NHKメディアホールディングス」の設立へ向けて、27億円を出資することを総務省が認め、同12月1日設立された。さらに同1月に公益法人4団体を合併させた「NHK財団」を2023年4月1日付けで設立させることも発表された。なお公益財団法人NHK交響楽団については、公益財団法人の独自性を保つためにNHK財団の子法人として法人格を維持する。

## 関連団体一覧
斜体で表記してあるものはNHK本体の直接出資のない会社である。

### 営利法人
全て株式会社

#### 放送番組の企画・製作、販売分野
- NHKメディアホールディングス
  - NHKエンタープライズ
    - NHK Enterprises America, Inc.
    - NHK Enterprises Europe Ltd.
    - オールニッポンヘリコプター（一部出資）
    - 以下の会社を2020年4月1日に合併。
      - NHKプラネット（およびその各地域支社6社[11]）

  - NHKエデュケーショナル
  - NHKグローバルメディアサービス
    - 以下の2社を2009年4月1日に統合。
      - NHK情報ネットワーク（旧関連会社）
      - 日本文字放送

  - NHKプロモーション
  - NHKアート
- NHK出版（2011年1月1日「日本放送出版協会」から社名変更。ただしNHK出版の名称は十数年来略称として使われている）
- 日本国際放送

#### 業務支援分野
- NHKビジネスクリエイト
  - 以下の2社を2009年4月1日に統合
    - NHK共同ビジネス
    - NHKオフィス企画
- NHKテクノロジーズ
- NHK文化センター
- NHK営業サービス
- 日本ブロードキャストネットワーク

### 非営利法人

#### 公益サービス分野
- 一般財団法人NHK財団
- 公益財団法人NHK交響楽団
- 学校法人NHK学園
- 社会福祉法人NHK厚生文化事業団

#### 福利厚生団体
- 日本放送協会健康保険組合
- 一般財団法人日本放送協会共済会

### 関連会社
- 放送衛星システム
- ビーエス・コンディショナルアクセスシステムズ
- Japan Network Group,Inc.
- Japan Satellite TV(Europe)Ltd.

### 解散した会社
- NHK名古屋ビルシステムズ（2009年6月30日解散）